# Todor Kolev
Tódor Kólev (en búlgaro: Toдoр Пeтков Кoлeв; Jarmanli, Bulgaria; 29 de Abril de 1942) es un exfutbolista búlgaro que jugaba en la posición de defensa.

## Carrera

### Club
Inició su carrera en 1962 con el PFC CSKA Sofia donde jugó 18 partidos y anotó tres goles en tres temporadas con el club. En 1965 pasa a jugar al POFC Botev Vratsa donde jugó 25 partidos en su única temporada con el club.
En 1966 pasa al Lokomotiv Sofia en el que jugó 75 partidos y anotó ocho goles. En 1969 el Lokomotiv se une a su rival del Slavia Sofia, equipo con el que estuvo hasta que la fusión terminó en 1971, año en el que ambos equipos se separan y permanece en el Lokomotiv hasta su retiro en 1975.

### Selección nacional
Jugó para Bulgaria de 1967 a 1970 en 11 partidos y anotó un gol, el cual fue en la Copa Mundial de Fútbol de 1970.

### Tras el retiro
Obtuvo su diploma de árbitro en 1970, y llegó a arbitrar tres partidos importantes: dos de eliminatorias al mundial de Italia 1990 (Yugoslavia-Chipre (4-0) y Noruega-Francia (1-1)), y uno en las eliminatorias a la Eurocopa 1992 (Checoslovaquia-Islandia (1-0)).